# 諸橋友良
諸橋 友良（もろはし ともよし、1964年8月28日 - ）は、日本の実業家。ゼビオホールディングス代表取締役社長。ゼビオホールディングス創業者諸橋廷蔵は義父。

## 人物・経歴
福島県会津若松市生まれ。1988年成城大学経済学部卒業。成城大学硬式庭球部出身。1994年ゼビオ入社。1997年ゼビオスポーツ事業本部商品三部長。2000年ゼビオ取締役執行役員営業本部スポーツ事業部副部長兼商品二部長。2001年ゼビオ取締役スポーツ事業部長兼商品部長。2002年ゼビオ常務取締役営業本部長。2003年からゼビオ代表取締役社長を務め、M&Aにより業容を拡大させた。2005年にヴィクトリアを買収。2009年にゴルフパートナーを買収。首都圏進出などを進め、2010年には東京ヴェルディと包括メーンスポンサー契約を締結した。2015年ゼビオホールディングス代表取締役社長兼最高経営責任者、ゼビオ代表取締役会長。日本チェーンストア協会常任理事等兼務。ゼビオホールディングス創業者の諸橋廷蔵は義父。